# Окубо Кото
Кото Окубо (яп. 大久保 琴 О:кубо Кото; 24 грудня 1897 року, Токіо, Японія - 12 січня 2013 року, Кавасакі, Канаґава, Японія) — японська супердовгожителька. З 17 грудня 2012 року, після смерті американо-італійської довгожительки Діни Манфредіні, була найстарішою жінкою Землі і другою найстарішою повністю верифікованою людиною у світі, поступаючись лише своєму співвітчизнику Дзіроемону Кімурі, який народився на 249 днів раніше. Разом з найстарішим чоловіком Японії Кото Окубо також була однією з двох останніх живих людей, які народились 1897 року. 
В останні роки найстаріша жінка Японії проживала в одному з будинків для літніх людей разом зі своїм сином. 
Кото Окубо померла 12 січня 2013 року в місті Кавасакі у віці 115 років і 19 днів від пневмонії. Після її смерті найстарішою жінкою планети стала японка Місао Окава.

## Рекорди довголіття
- 2 грудня 2011 року, після смерті Чійоно Хасеґави, стала найстарішою нині живою повністю верифікованою жінкою в Японії та Азії, однак відомо про це стало тільки 16 вересня 2012 року. До цього найстарішою мешканкою країни вважалася Місао Окава, яка народилася 5 березня 1898 року.
- 16 грудня 2012 року Кото Окубо увійшла в 30-ку найстаріших повністю верифікованих людей в світі, потіснивши ще одну свою співвітчизницю Каму Чінен. А вже на наступний день, 17 грудня 2012 року, стала найстарішою жінкою в світі, вперше за шість років віддавши цілковиту першість чоловікові.
- 24 грудня 2012 року стала 29-ю людиною в історії, яка зустріла 115-річчя.
- Кото Окубо була останньою жінкою, яка народилася в 1897 році.
- Станом на серпень 2018 року Кото Окубо займає 43-тє місце в списку найстаріших повністю верифікованих людей в історії і 40-ве місце в списку найстаріших повністю верифікованих жінок.